# Court Tomb von Crevary Upper

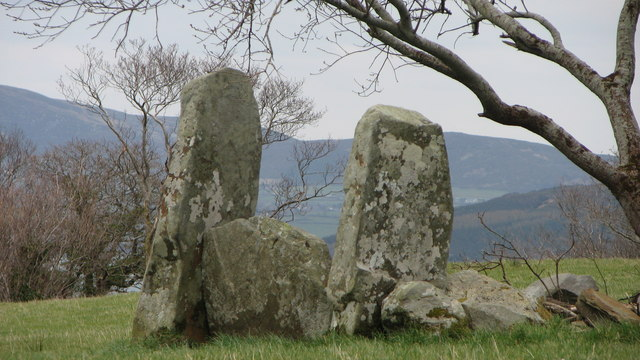
Crevary Upper

Das Court Tomb von Crevary Upper liegt im Townland Crevary Upper (irisch Craobhaire Uachtarach) auf einer Weide auf der Halbinsel Fanad mit Blick auf den Meeresarm Lough Swilly, etwa 1,5 km südwestlich von Rathmullan im County Donegal in Irland. Es wird auch Dermot and Grania’s Bed genannt. Court Tombs gehören zu den megalithischen Kammergräbern (englisch chambered tombs) auf der Insel. Sie werden mit über 400 Exemplaren nahezu ausschließlich in Ulster im Norden der Republik Irland beziehungsweise in Nordirland gefunden.
Angesichts der Hinweise, dass es eine lange Galerie und ein zweites Pfostenpaar gab, wird die Megalithanlage den Court Tombs zugeordnet.
Erhalten sind zwei hohe, im Abstand von 1,25 m in Längsrichtung gesetzte Pfosten mit einer halbhohen Querplatte dazwischen. Hinter dem westlichen Pfosten verläuft die Basis einer niedrigen Feldmauer, in der, etwa 2,0 m vom Pfosten entfernt, zwei große Steine nebeneinander liegen. Obwohl der Status dieser Steine unklar ist, scheinen sie zu einer Reihe von vier Steinen gehören, die laut einem Bericht von 1847 die etwa 5,5 m lange Westseite bildeten. Die Ostseite soll verunstaltet gewesen sein. Ruaidhrí de Valera (1916–1978) zeichnete 1960 (in dem Jahr, in dem er den Begriff Court Tomb einführte) eine lokale Aussage auf, dass es zusätzlich zu den erhaltenen Pfosten früher zwei weitere gab.
Der westliche Pfosten ist 1,6 m hoch, der östliche ist 0,3 m höher. Die Zwischenplatte ist 0,9 m hoch. Die Pfosten und der Zwischenstein haben möglicherweise die Segmentierung oder den Zugang zu einer Galerie gebildet oder können die Portalsteine und der Türstein eines Portal Tombs sein.
Ein 0,4 m langer, 0,3 m dicker und 0,5 m hoher Stein an der Außenseite des westlichen Pfostens ist nicht Teil der originalen Struktur. Ein teilweise verdeckter Stein liegt unmittelbar südlich. Die nördliche der beiden westlichen Platten lehnt sich nach Westen. Sie ist 1,3 m lang und 0,5 m dick und hätte aufgerichtet eine Höhe von 1,1 m hoch. Sie scheint nicht in den Boden eingelassen zu sein. Die südliche Platte ist 1,45 m lang, 0,6 m dick und 0,75 m hoch.
Das Court Tomb ist auf dem Feld gut sichtbar, eine Straße führt etwa 20 m entfernt vorbei.
In der Nähe liegt das Court Tomb von Ballyboe.